# Myrmarachne palladia
Myrmarachne palladia är en spindelart som beskrevs av Denis 1958. Myrmarachne palladia ingår i släktet Myrmarachne och familjen hoppspindlar. Inga underarter finns listade i Catalogue of Life.